# 97. Kongress der Vereinigten Staaten
Der 97. Kongress der Vereinigten Staaten bezeichnet die Legislaturperiode von Repräsentantenhaus und Senat in den Vereinigten Staaten zwischen dem 3. Januar 1981 und dem 3. Januar 1983. Alle Abgeordneten des Repräsentantenhauses sowie ein Drittel der Senatoren (Klasse III) waren im November 1980 bei den Kongresswahlen gewählt worden. Dabei ergaben sich in den beiden Kammern unterschiedliche Mehrheiten. Im Senat dominierten die Republikaner, im Repräsentantenhaus die Demokraten. Mit diesem Ergebnis schafften es die Republikaner erstmals seit den 1950er Jahren wieder die Mehrheit in einer Kammer zu erringen. Der Kongress tagte in der amerikanischen Bundeshauptstadt Washington, D.C. Die Sitzverteilung im Repräsentantenhaus basierte auf der Volkszählung von 1970.

## Wichtige Ereignisse
Siehe auch 1981 und 1982
- 3. Januar 1981: Beginn der Legislaturperiode des 97. Kongresses
- 20. Januar 1981 – Der ebenfalls im November 1980 neugewählte Präsident Ronald Reagan wird in sein Amt eingeführt
- 20. Januar 1981 – Ende der Geiselnahme von Teheran.
- 30. März 1981 – Attentatsversuch auf Ronald Reagan
- 12. April 1981 – Erster Flug des US-amerikanischen Space Shuttle Columbia STS-1.
- 5. Juni 1981 – Erster AIDS Fall erkannt.
- 5. August 1981 – Nach einem illegalen Streik löst Präsident Reagan die seit 1968 bestehende Professional Air Traffic Controllers Organization (Gewerkschaft im Flugverkehr) auf.
- 21. September 1981 – Der Senat bestätigt die Ernennung von Sandra Day O’Connor zur Richterin am Obersten Gerichtshof der Vereinigten Staaten. Sie ist die erste Frau in diesem Amt.
- 2. November 1982 – Bei den Kongresswahlen ändern sich die Mehrheitsverhältnisse in den beiden Kongresskammern nicht.

## Die wichtigsten Gesetze
In den Sitzungsperioden des 97. Kongresses wurden unter anderem folgende Bundesgesetze verabschiedet (siehe auch: Gesetzgebungsverfahren):
- 13. August 1981 – Economic Recovery Tax Act
- 13. August 1981 – Omnibus Budget Reconciliation Act of 1981
- 3. September 1982 – Tax Equity and Fiscal Responsibility Act of 1982
- 8. September 1982 – Uniformed Services Former Spouses Protection Act USFSPA
- 20. September 1982 – Bus Regulatory Reform Act
- 13. Oktober 1982 – Job Training Partnership Act of 1982
- 15. Oktober 1982 – Garn–St. Germain Depository Institutions Act
- 6. Januar 1983 – Surface Transportation Assistance Act
- 7. Januar 1983 – Nuclear Waste Policy Act

Außerdem lief am 30. Juni 1982 die Frist zur Ratifizierung des Equal Rights Amendments aus, der als 27. Verfassungszusatz den Frauen in den Vereinigten Staaten gleiche Rechte zusichern sollte. Zur Verabschiedung fehlte die Zustimmung von 3 Bundesstaaten.

## Zusammensetzung nach Parteien

### Senat

Mehrheitsverhältnisse im 97. Kongress
46 demokratische Senatoren
1 unabhängiger Senator, im Wahlausschuss mit den Demokraten
53 republikanische Senatoren

|                | Partei (Schattierung zeigt Mehrheitspartei) | Partei (Schattierung zeigt Mehrheitspartei) | Partei (Schattierung zeigt Mehrheitspartei) | Total |   |
| -------------- | ------------------------------------------- | ------------------------------------------- | ------------------------------------------- | ----- | - |
|                |                                             |                                             |                                             | Total |   |
| Demokraten     | Republikaner                                | Sonstige                                    | Vakant                                      | Total |   |
| 96. Kongresses | 58                                          | 42                                          | 0                                           | 100   | 0 |
|                |                                             |                                             |                                             |       |   |
| 97. Kongress   | 46                                          | 53                                          | 1                                           | 100   |   |
| 98. Kongress   | 45                                          | 55                                          | 0                                           | 100   |   |

### Repräsentantenhaus
|                | Partei (Schattierung zeigt Mehrheitspartei) | Partei (Schattierung zeigt Mehrheitspartei) | Partei (Schattierung zeigt Mehrheitspartei) | Total |   |
| -------------- | ------------------------------------------- | ------------------------------------------- | ------------------------------------------- | ----- | - |
|                |                                             |                                             |                                             | Total |   |
| Demokraten     | Republikaner                                | Sonstige                                    | Vakant                                      | Total |   |
| 96. Kongresses | 277                                         | 158                                         | 0                                           | 435   | 0 |
|                |                                             |                                             |                                             |       |   |
| 97. Kongress   | 243                                         | 192                                         | 0                                           | 435   |   |
| 98. Kongress   | 272                                         | 163                                         | 0                                           | 435   |   |

Außerdem gab es noch fünf nicht stimmberechtigte Kongressdelegierte.

## Amtsträger

### Senat
- Präsident des Senats: Walter Mondale (D) bis 20. Januar 1981 dann George H. W. Bush (R)
- Präsident pro tempore: Strom Thurmond (R)

#### Führung der Mehrheitspartei
- Mehrheitsführer: Howard Baker (R)
- Mehrheitswhip: Ted Stevens (R)

#### Führung der Minderheitspartei
- Minderheitsführer: Robert Byrd (D)
- Minderheitswhip: Alan Cranston (D)

### Repräsentantenhaus
- Sprecher des Repräsentantenhauses: Tip O’Neill (D)

#### Führung der Mehrheitspartei
- Mehrheitsführer: Jim Wright (D)
- Mehrheitswhip: Tom Foley (D)

#### Führung der Minderheitspartei
- Minderheitsführer: Robert H. Michel
- Minderheitswhip: Trent Lott

## Senatsmitglieder
Im 97. Kongress vertraten folgende Senatoren ihre jeweiligen Bundesstaaten:
| Alabama - 2. Howell Heflin (D) - 3. Jeremiah Denton (R) Alaska - 2. Ted Stevens (R) - 3. Frank Murkowski (R) Arizona - 1. Dennis DeConcini (D) - 3. Barry Goldwater (R) Arkansas - 2. David Pryor (D) - 3. Dale Bumpers (D) Kalifornien - 1. S. I. Hayakawa (R) - 3. Alan Cranston (D) Colorado - 2. William L. Armstrong (R) - 3. Gary Hart (D) Connecticut - 1. Lowell P. Weicker, Jr. (R) - 3. Chris Dodd (D) Delaware - 1. William V. Roth (R) - 2. Joe Biden (D) Florida - 1. Lawton Chiles (D) - 3. Paula Hawkins (R) Georgia - 2. Sam Nunn (D) - 3. Mack Mattingly (R) Hawaii - 1. Spark Matsunaga (D) - 2. Daniel Inouye (D) Idaho - 2. James A. McClure (R) - 3. Steve Symms (R) Illinois - 2. Charles H. Percy (R) - 3. Alan J. Dixon (D) Indiana - 1. Richard Lugar (R) - 3. Dan Quayle (R) Iowa - 2. Roger Jepsen (R) - 3. Chuck Grassley (R) Kansas - 2. Nancy Landon Kassebaum (R) - 3. Bob Dole (R) Kentucky - 2. Walter Huddleston (D) - 3. Wendell Ford (D) Louisiana - 2. Bennett Johnston (D) - 3. Russell B. Long (D) Maine - 1. George J. Mitchell (D) - 2. William Cohen (R) Maryland - 1. Paul Sarbanes (D) - 3. Charles Mathias (R) Massachusetts - 1. Edward Kennedy (D) - 2. Paul Tsongas (D) Michigan - 1. Donald W. Riegle (D) - 2. Carl Levin (D) Minnesota - 1. David Durenberger (R) - 2. Rudy Boschwitz (R) Mississippi - 1. John C. Stennis (D) - 2. Thad Cochran (R) Missouri - 1. John Danforth (R) - 3. Thomas Eagleton (D) | Montana - 1. John Melcher (D) - 2. Max Baucus (D) Nebraska - 1. Edward Zorinsky (D) - 2. J. James Exon (D) Nevada - 1. Howard Cannon (D) - 3. Paul Laxalt (R) New Hampshire - 2. Gordon J. Humphrey (R) - 3. Warren Rudman (R) New Jersey - 1. Harrison A. Williams (D) bis zum 11. März 1982 - Nicholas F. Brady (R) vom 27. April bis zum 27. Dezember 1982 - Frank Lautenberg (D) ab dem 27. Dezember 1982 - 2. Bill Bradley (D) New Mexico - 1. Harrison Hagan Schmitt (R) - 2. Pete Domenici (R) New York - 1. Daniel Patrick Moynihan (D) - 3. Al D’Amato (R) North Carolina - 2. Jesse Helms (R) - 3. John Porter East (R) North Dakota - 1. Quentin N. Burdick (D) - 3. Mark Andrews (R) Ohio - 1. Howard Metzenbaum (D) - 3. John Glenn (D) Oklahoma - 2. David L. Boren (D) - 3. Don Nickles (R) Oregon - 2. Mark Hatfield (R) - 3. Bob Packwood (R) Pennsylvania - 1. Henry John Heinz III (R) - 3. Arlen Specter (R) Rhode Island - 1. John Chafee (R) - 2. Claiborne Pell (D) South Carolina - 2. Strom Thurmond (R) - 3. Fritz Hollings (D) South Dakota - 2. Larry Pressler (R) - 3. James Abdnor (R) Tennessee - 1. Jim Sasser (D) - 2. Howard Baker (R) Texas - 1. Lloyd Bentsen (D) - 2. John Tower (R) Utah - 1. Orrin Hatch (R) - 3. Jake Garn (R) Vermont - 1. Robert Stafford (R) - 3. Patrick Leahy (D) Virginia - 1. Harry F. Byrd Jr. (unabhängiger Demokrat) - 2. John Warner (R) Washington - 1. Henry M. Jackson (D) - 3. Slade Gorton (R) West Virginia - 1. Robert Byrd (D) - 2. Jennings Randolph (D) Wisconsin - 1. William Proxmire (D) - 3. Bob Kasten (R) Wyoming - 1. Malcolm Wallop (R) - 2. Alan K. Simpson (R) |

## Mitglieder des Repräsentantenhauses
Folgende Kongressabgeordnete vertraten im 97. Kongress die Interessen ihrer jeweiligen Bundesstaaten:
| Alabama 7 Wahlbezirke - 1. William J. Edwards (R) - 2. William Louis Dickinson (R) - 3. Bill Nichols (D) - 4. Tom Bevill (D) - 5. Ronnie Flippo (D) - 6. Albert L. Smith, Jr. (R) - 7. Richard Shelby (D) Alaska Staatsweite Wahl - Don Young (R) Arizona 4 Wahlbezirke - 1. John Jacob Rhodes (R) - 2. Mo Udall (D) - 3. Bob Stump (D) - 4. Eldon Rudd (R) Arkansas 4 Wahlbezirke. - 1. William Vollie Alexander (D) - 2. Ed Bethune (R) - 3. John Paul Hammerschmidt (R) - 4. Beryl Anthony, Jr. (D) Kalifornien 43 Wahlbezirke - 1. Eugene A. Chappie (R) - 2. Donald H. Clausen (R) - 3. Bob Matsui (D) - 4. Victor H. Fazio (D) - 5. John Lowell Burton (D) - 6. Phillip Burton (D) - 7. George Miller (D) - 8. Ron Dellums (D) - 9. Pete Stark (D) - 10. Don Edwards (D) - 11. Tom Lantos (D) - 12. Pete McCloskey (R) - 13. Norman Mineta (D) - 14. Norman D. Shumway (R) - 15. Tony Coelho (D) - 16. Leon Panetta (D) - 17. Charles Pashayan (R) - 18. Bill Thomas (R) - 19. Robert J. Lagomarsino (R) - 20. Barry Goldwater Jr. (R) - 21. Bobbi Fiedler (R) - 22. Carlos Moorhead (R) - 23. Anthony C. Beilenson (D) - 24. Henry Waxman (D) - 25. Edward R. Roybal (D) - 26. John H. Rousselot (R) - 27. Bob Dornan (R) - 28. Julian C. Dixon (D) - 29. Augustus F. Hawkins (D) - 30. George E. Danielson (D) bis zum 9. März 1982 - Matthew G. Martínez (D) ab dem 13. Juli 1982 - 31. Mervyn M. Dymally (D) - 32. Glenn M. Anderson (D) - 33. Wayne R. Grisham (R) - 34. Dan Lungren (R) - 35. David Dreier (R) - 36. George Brown Jr. (D) - 37. Jerry Lewis (R) - 38. Jerry M. Patterson (D) - 39. William E. Dannemeyer (R) - 40. Robert Badham (R) - 41. William David Lowery (R) - 42. Duncan Hunter (R) - 43. Clair Burgener (R) Colorado 5 Wahlbezirke - 1. Patricia Schroeder (D) - 2. Tim Wirth (D) - 3. Raymond P. Kogovsek (D) - 4. Hank Brown (R) - 5. Ken Kramer (R) Connecticut 6 Wahlbezirke - 1. William R. Cotter (D) bis zum 8. September 1981 - Barbara B. Kennelly (D) ab dem 12. Januar 1982 - 2. Sam Gejdenson (D) - 3. Lawrence Joseph DeNardis (R) - 4. Stewart McKinney (R) - 5. William R. Ratchford (D) - 6. Toby Moffett (D) Delaware Staatsweite Wahl - Thomas B. Evans (R) Florida 15 Wahlbezirke - 1. Earl Dewitt Hutto (D) - 2. Don Fuqua (D) - 3. Charles Edward Bennett (D) - 4. William V. Chappell (D) - 5. Bill McCollum (R) - 6. Bill Young (R) - 7. Sam Gibbons (D) - 8. Andy Ireland (D) - 9. Bill Nelson (D) - 10. Louis A. Bafalis (R) - 11. Daniel A. Mica (D) - 12. E. Clay Shaw (R) - 13. William Lehman (D) - 14. Claude Pepper (D) - 15. Dante Fascell (D) Georgia 10 Wahlbezirke - 1. Ronald Bryan Ginn (D) - 2. Charles Floyd Hatcher (D) - 3. Jack Thomas Brinkley (D) - 4. Elliott H. Levitas (D) - 5. Wyche Fowler (D) - 6. Newt Gingrich (R) - 7. Larry McDonald (D) - 8. Billy Lee Evans (D) - 9. Ed Jenkins (D) - 10. Doug Barnard (D) Hawaii 2 Wahlbezirke - 1. Cecil Heftel (D) - 2. Daniel Akaka (D) Idaho 2 Wahlbezirke - 1. Larry Craig (R) - 2. George V. Hansen (R) Illinois 24 Wahlbezirke - 1. Harold Washington (D) - 2. Gus Savage (D) - 3. Marty Russo (D) - 4. Ed Derwinski (R) - 5. John G. Fary (D) - 6. Henry Hyde (R) - 7. Cardiss Collins (D) - 8. Dan Rostenkowski (D) - 9. Sidney R. Yates (D) - 10. John Edward Porter (R) - 11. Frank Annunzio (D) - 12. Phil Crane (R) - 13. Robert McClory (R) - 14. John N. Erlenborn (R) - 15. Tom Corcoran (R) - 16. Lynn Morley Martin (R) - 17. George M. O’Brien (R) - 18. Robert H. Michel (R) - 19. Tom Railsback (R) - 20. Paul Findley (R) - 21. Edward Rell Madigan (R) - 22. Dan Crane (R) - 23. Charles Melvin Price (D) - 24. Paul M. Simon (D) Indiana 11 Wahlbezirke - 1. Adam Benjamin (D) bis zum 7. September 1982 - Katie Hall (D) ab dem 2. November 1982 - 2. Floyd Fithian (D) - 3. John P. Hiler (R) - 4. Dan Coats (R) - 5. Elwood Hillis (R) - 6. David W. Evans (D) - 7. John T. Myers (R) - 8. H. Joel Deckard (R) - 9. Lee H. Hamilton (D) - 10. Philip R. Sharp (D) - 11. Andrew Jacobs Jr. (D) Iowa 6 Wahlbezirke - 1. Jim Leach (R) - 2. Tom Tauke (R) - 3. T. Cooper Evans (R) - 4. Neal Edward Smith (D) - 5. Tom Harkin (D) - 6. Berkley Bedell (D) Kansas 5 Wahlbezirke. - 1. Pat Roberts (R) - 2. James Edmund Jeffries (R) - 3. Larry Winn (R) - 4. Dan Glickman (D) - 5. Bob Whittaker (R) Kentucky 7 Wahlbezirke - 1. Carroll Hubbard (D) - 2. William Huston Natcher (D) - 3. Romano L. Mazzoli (D) - 4. Gene Snyder (R) - 5. Hal Rogers (R) - 6. Larry Hopkins (R) - 7. Carl D. Perkins (D) Louisiana 8 Wahlbezirke - 1. Bob Livingston (R) - 2. Lindy Boggs (D) - 3. Billy Tauzin (D) - 4. Buddy Roemer (D) - 5. Jerry Huckaby (D) - 6. Henson Moore (R) - 7. John Breaux (D) - 8. Gillis William Long (D) Maine 2 Wahlbezirke - 1. David F. Emery (R) - 2. Olympia Snowe (R) Maryland 8 Wahlbezirke - 1. Roy Dyson (D) - 2. Clarence Long (D) - 3. Barbara Mikulski (D) - 4. Marjorie Holt (R) - 5. Gladys Spellman (D) bis zum 24. Februar 1981 - Steny Hoyer (D) ab dem 19. Mai 1981 - 6. Beverly Byron (D) - 7. Parren Mitchell (D) - 8. Michael D. Barnes (D) Massachusetts 12 Wahlbezirke - 1. Silvio O. Conte (R) - 2. Edward Boland (D) - 3. Joseph D. Early (D) - 4. Barney Frank (D) - 5. James Michael Shannon (D) - 6. Nicholas Mavroules (D) - 7. Ed Markey (D) - 8. Tip O’Neill (D) - 9. Joe Moakley (D) - 10. Margaret Heckler (R) - 11. Brian J. Donnelly (D) - 12. Gerry Studds (D) Michigan 19 Wahlbezirke - 1. John Conyers (D) - 2. Carl Pursell (R) - 3. Howard Wolpe (D) - 4. David Stockman (R) bis zum 27. Januar 1981 - Mark D. Siljander (R) ab dem 21. April 1981 - 5. Harold S. Sawyer (R) - 6. James Whitney Dunn (R) - 7. Dale E. Kildee (D) - 8. J. Bob Traxler (D) - 9. Guy Vander Jagt (R) - 10. Donald J. Albosta (D) - 11. Robert William Davis (R) - 12. David E. Bonior (D) - 13. George W. Crockett (D) - 14. Dennis M. Hertel (D) - 15. William D. Ford (D) - 16. John Dingell Jr. (D) - 17. William M. Brodhead (D) - 18. James Blanchard (D) - 19. William Broomfield (R) Minnesota 8 Wahlbezirke - 1. Arlen Erdahl (R) - 2. Tom Hagedorn (R) - 3. Bill Frenzel (R) - 4. Bruce Vento (DFL= Democratic Farmer Labor Party) - 5. Martin Olav Sabo (DFL) - 6. Vin Weber (R) - 7. Arlan Stangeland (R) - 8. Jim Oberstar (DFL) Mississippi 5 Wahlbezirke - 1. Jamie L. Whitten (D) - 2. David R. Bowen (D) - 3. Sonny Montgomery (D) - 4. Jon Hinson (R) bis zum 13. April 1981 - Wayne Dowdy (D) ab dem 7. Juli 1981 - 5. Trent Lott (R) | Missouri 10 Wahlbezirke - 1. Bill Clay (D) - 2. Robert A. Young (D) - 3. Dick Gephardt (D) - 4. Ike Skelton (D) - 5. Richard Walker Bolling (D) - 6. Earl Thomas Coleman (R) - 7. Gene Taylor (R) - 8. Wendell Bailey (R) - 9. Harold Volkmer (D) - 10. Bill Emerson (R) Montana 2 Wahlbezirke - 1. John Patrick Williams (D) - 2. Ron Marlenee (R) Nebraska 3 Wahlbezirke - 1. Doug Bereuter (R) - 2. Hal Daub (R) - 3. Virginia Smith (R) Nevada Staatsweite Wahl - James David Santini (D) New Hampshire 2 Wahlbezirke - 1. Norman D’Amours (D) - 2. Judd Gregg (R) New Jersey 15 Wahlbezirke - 1. James Florio (D) - 2. William J. Hughes (D) - 3. James J. Howard (D) - 4. Chris Smith (R) - 5. Millicent Fenwick (R) - 6. Edwin B. Forsythe (R) - 7. Marge Roukema (R) - 8. Robert A. Roe (D) - 9. Harold C. Hollenbeck (R) - 10. Peter Wallace Rodino (D) - 11. Joseph Minish (D) - 12. Matthew John Rinaldo (R) - 13. Jim Courter (R) - 14. Frank Joseph Guarini (D) - 15. Bernard J. Dwyer (D) New Mexico 2 Wahlbezirke - 1. Manuel Lujan (R) - 2. Joe Skeen (R) New York 39 Wahlbezirke - 1. William Carney (R) - 2. Thomas Downey (D) - 3. Gregory W. Carman (R) - 4. Norman F. Lent (R) - 5. Raymond J. McGrath (R) - 6. John LeBoutillier (R) - 7. Joseph Patrick Addabbo (D) - 8. Benjamin Stanley Rosenthal (D) - 9. Geraldine Ferraro (D) - 10. Mario Biaggi (D) - 11. James H. Scheuer (D) - 12. Shirley Chisholm (D) - 13. Stephen J. Solarz (D) - 14. Fred Richmond (D) - 15. Leo C. Zeferetti (D) - 16. Charles Schumer (D) - 17. Guy Molinari (R) - 18. Bill Green (R) - 19. Charles B. Rangel (D) - 20. Theodore S. Weiss (D) - 21. Robert García (D) - 22. Jonathan Brewster Bingham (D) - 23. Peter A. Peyser (D) - 24. Richard Ottinger (D) - 25. Hamilton Fish IV (R) - 26. Benjamin A. Gilman (R) - 27. Matthew F. McHugh (D) - 28. Samuel S. Stratton (D) - 29. Gerald B. H. Solomon (R) - 30. David O’Brien Martin (R) - 31. Donald J. Mitchell (R) - 32. George C. Wortley (R) - 33. Gary A. Lee (R) - 34. Frank Horton (R) - 35. Barber B. Conable (R) - 36. John J. LaFalce (D) - 37. Henry J. Nowak (D) - 38. Jack Kemp (R) - 39. Stan Lundine (D) North Carolina 11 Wahlbezirke - 1. Walter B. Jones Sr. (D) - 2. Lawrence H. Fountain (D) - 3. Charles Orville Whitley (D) - 4. Ike Franklin Andrews (D) - 5. Stephen L. Neal (D) - 6. Walter E. Johnston (R) - 7. Charles Grandison Rose (D) - 8. Bill Hefner (D) - 9. James G. Martin (R) - 10. Jim Broyhill (R) - 11. Bill Hendon (R) North Dakota 1 Wahlbezirk (staatsweit) - 1. Byron Dorgan (D) Ohio 23 Wahlbezirke - 1. Bill Gradison (R) - 2. Tom Luken (D) - 3. Tony Hall (D) - 4. Tennyson Guyer (R) bis zum 12. April 1981 - Michael Oxley (R) ab dem 25. Juni 1981 - 5. Del Latta (R) - 6. Bob McEwen (R) - 7. Bud Brown (R) - 8. Tom Kindness (R) - 9. Ed Weber (R) - 10. Clarence E. Miller (R) - 11. J. William Stanton (R) - 12. Bob Shamansky (D) - 13. Don Pease (D) - 14. John F. Seiberling (D) - 15. Chalmers Wylie (R) - 16. Ralph Regula (R) - 17. John M. Ashbrook (R) bis zum 24. April 1982 - Jean Spencer Ashbrook (R) ab dem 29. Juni 1982 - 18. Douglas Applegate (D) - 19. Lyle Williams (R) - 20. Mary Rose Oakar (D) - 21. Louis Stokes (D) - 22. Dennis E. Eckart (D) - 23. Ronald M. Mottl (D) Oklahoma 6 Wahlbezirke - 1. James Robert Jones (D) - 2. Mike Synar (D) - 3. Wes Watkins (D) - 4. Dave McCurdy (D) - 5. Mickey Edwards (R) - 6. Glenn English (D) Oregon 4 Wahlbezirke - 1. Les AuCoin (D) - 2. Denny Smith (R) - 3. Ron Wyden (D) - 4. James H. Weaver (D) Pennsylvania 25 Wahlbezirke - 1. Thomas M. Foglietta (D) - 2. William H. Gray (D) - 3. Raymond F. Lederer (D) bis zum 29. April 1981 - Joseph Francis Smith (D) ab dem 21. Juli 1981 - 4. Charles F. Dougherty (R) - 5. Richard T. Schulze (R) - 6. Gus Yatron (D) - 7. Robert W. Edgar (D) - 8. James K. Coyne (R) - 9. Bud Shuster (R) - 10. Joseph M. McDade (R) - 11. James L. Nelligan (R) - 12. John Murtha (D) - 13. Lawrence Coughlin (R) - 14. William J. Coyne (D) - 15. Donald L. Ritter (R) - 16. Robert Smith Walker (R) - 17. Allen E. Ertel (D) - 18. Doug Walgren (D) - 19. William F. Goodling (R) - 20. Joseph M. Gaydos (D) - 21. Donald A. Bailey (D) - 22. Austin Murphy (D) - 23. William F. Clinger (R) - 24. Marc L. Marks (R) - 25. Eugene Atkinson (D) wechselte am 14. Okt. 1891 zu (R) Rhode Island 2 Wahlbezirke - 1. Fernand St. Germain (D) - 2. Claudine Schneider (R) South Carolina 6 Wahlbezirke. - 1. Thomas F. Hartnett (R) - 2. Floyd Spence (R) - 3. Butler Derrick (D) - 4. Carroll Campbell Jr. (R) - 5. Kenneth Lamar Holland (D) - 6. John Light Napier (R) South Dakota 2 Wahlbezirke - 1. Tom Daschle (D) - 2. Clint Roberts (R) Tennessee 8 Wahlbezirke - 1. Jimmy Quillen (R) - 2. John Duncan Sr. (R) - 3. Marilyn Lloyd (D) - 4. Al Gore Jr. (D) - 5. Bill Boner (D) - 6. Robin Beard (R) - 7. Ed Jones (D) - 8. Harold Ford Sr. (D) Texas 24 Wahlbezirke - 1. Sam B. Hall (D) - 2. Charlie Wilson (D) - 3. James M. Collins (R) - 4. Ralph Hall (D) - 5. Jim Mattox (D) - 6. Phil Gramm (D) - 7. William Archer Jr. (R) - 8. Jack Fields (R) - 9. Jack Bascom Brooks (D) - 10. J. J. Pickle (D) - 11. Marvin Leath (D) - 12. Jim Wright (D) - 13. Jack English Hightower (D) - 14. William Neff Patman (D) - 15. Kika de la Garza (D) - 16. Richard Crawford White (D) - 17. Charles Stenholm (D) - 18. Mickey Leland (D) - 19. Kent Hance (D) - 20. Henry B. Gonzalez (D) - 21. Tom Loeffler (R) - 22. Ron Paul (R) - 23. Abraham Kazen (D) - 24. Martin Frost (D) Utah 2 Wahlbezirke - 1. James V. Hansen (R) - 2. David Daniel Marriott (R) Vermont 1 Wahlbezirk (staatsweit) - 1. Jim Jeffords (R) Virginia 10 Wahlbezirke - 1. Paul S. Trible (R) - 2. G. William Whitehurst (R) - 3. Thomas J. Bliley (R) - 4. Robert Daniel (R) - 5. Dan Daniel (D) - 6. M. Caldwell Butler (R) - 7. J. Kenneth Robinson (R) - 8. Stanford Parris (R) - 9. William C. Wampler (R) - 10. Frank Wolf (R) Washington 7 Wahlbezirke - 1. Joel Pritchard (R) - 2. Al Swift (D) - 3. Don Bonker (D) - 4. Sid Morrison (R) - 5. Tom Foley (D) - 6. Norman D. Dicks (D) - 7. Mike Lowry (D) West Virginia 4 Wahlbezirke - 1. Bob Mollohan (D) - 2. Cleve Benedict (R) - 3. Mick Staton (R) - 4. Nick Rahall (D) Wisconsin 9 Wahlbezirke - 1. Les Aspin (D) - 2. Robert Kastenmeier (D) - 3. Steven Gunderson (R) - 4. Clement J. Zablocki (D) - 5. Henry S. Reuss (D) - 6. Tom Petri (R) - 7. Dave Obey (D) - 8. Toby Roth (R) - 9. Jim Sensenbrenner (R) Wyoming Staatsweite Wahlen - Dick Cheney (R) |

Nicht stimmberechtigte Mitglieder im Repräsentantenhaus:
- Amerikanisch-Samoa
  - Fofó Iosefa Fiti Sunia (D)
- District of Columbia
  - Walter E. Fauntroy (D)
- Guam
  - Antonio Borja Won Pat (D)
- Puerto Rico:
  - Baltasar Corrada del Río
- Amerikanische Jungferninseln
  - Ron de Lugo (D)